# Loi de mesures urgentes sur le logement et la précarité énergétique
Lire en ligne

(ca) LLEI 24/2015, del 29 de juliol, de mesures urgents per a afrontar l'emergència en l'àmbit de l'habitatge i la pobresa energètica.

La loi de mesures urgentes sur le logement et la précarité énergétique (en catalan Llei de mesures urgents per a l'habitatge i la pobresa energètica) est une loi adoptée par le Parlement de Catalogne, promulguée le 29 juillet 2015. Elle vise à protéger les personnes vulnérables contre les expulsions de logement et la précarité énergétique.
La loi est issue d'une initiative législative populaire, proposée par la Plateforme des victimes du crédit hypothécaire (PAH), l'Aliança contre la pobresa energètica et l'Observatori DESC. Elle est adoptée par le Parlement le 23 juillet 2015 à l'unanimité. Elle crée un mécanisme de « deuxième chance » pour les personnes surendettées, introduit l'obligation pour les grands propriétaires de proposer un loyer social aux familles vulnérables avant de les expulser, développe les mécanismes de lutte contre la précarité énergétique, et permet aux municipalités d'obtenir à la cession forcée des logements vides détenus par les banques pour augmenter le parc de logements sociaux. La plus grande partie de ses articles, à l'exception de celui concernant la précarité énergétique, sont contestés par le gouvernement espagnol et suspendus par le Tribunal constitutionnel en mai 2016. La suspension est largement critiquée en Catalogne, et une nouvelle loi de mesures de protection du droit au logement est adoptée par le Parlement en décembre 2016 pour remplacer les articles suspendus.

## Contexte

### Crise du logement et précarité énergétique
L'éclatement de la bulle immobilière espagnole en 2008 a débouché sur une grave crise immobilière (es). De nombreuses personnes ont été dans l'incapacité de rembourser leur emprunt immobilier, et les expulsions se sont multipliées (es). En Catalogne, 25 422 ménages sont expulsés de leur logement en 2012. Ils sont à nouveau 16 008 ménages expulsés en 2013, et 15 606 en 2014. Les établissements financiers sont accusés d'être à l'origine de la bulle immobilière, d'avoir pris des risques excessifs en prêtant à des ménages insolvables, et d'avoir poussé des consommateurs mal informés à s'endetter dans des conditions peu transparentes. Les pouvoirs publics sont également critiqués pour avoir permis à la bulle immobilière de se développer en ne régulant pas suffisamment le marché du crédit. Des mouvements de défense des personnes expulsées apparaissent, dont le plus célèbre est la Plateforme des victimes du crédit hypothécaire (PAH), créée à Barcelone en 2009. Ils organisent des actions de désobéissance civile en protestant devant les logements des personnes menacées d'expulsion, et contribuent à susciter un débat public sur la crise immobilière.
Le problème de la précarité énergétique, c'est-à-dire la difficulté des personnes à couvrir leurs besoins de base en énergie, est une autre conséquence de la crise économique de 2008, et apparaît à la même période dans le débat public. Un nombre croissant de personnes sont dans l'incapacité de payer leurs factures et voient leur fourniture d'électricité, d'eau et de gaz interrompue par les fournisseurs. Cette situation s'explique par l'augmentation simultanée de la pauvreté et des prix à la consommation de l'énergie. Selon Idescat, en Catalogne en 2011, 193 000 ménages sont touchés par la précarité énergétique, soit environ 500 000 personnes.

### Action du gouvernement
Le gouvernement d'Artur Mas, investi en décembre 2012 et formé par les nationalistes de centre-droit de Convergence et Union (CiU) avec le soutien sans participation d'Esquerra Republicana de Catalunya (ERC), est confronté aux conséquences de la crise économique.
En matière de logement, il a amorcé une politique de lutte contre la spéculation immobilière, en réglementant les contrats hypothécaires dans la loi de modification du Code de la consommation du 29 décembre 2014, en créant un impôt sur les logements vides détenus par les établissements financiers par la loi du 21 juillet 2015, et en encadrant l'activité des fonds vautours qui achètent les logements de familles expulsées à des fins spéculatives. La Plateforme des victimes du crédit hypothécaire (PAH) considère que ces mesures sont insuffisantes pour résoudre la crise du logement. Le gouvernement soutient que ses capacités d'action sont limitées car la législation sur le secteur financier est édictée par l'État espagnol.
En matière de précarité énergétique, le gouvernement a pris des mesures de protection des personnes vulnérables, mais leur efficacité reste limitée.
Le décret-loi sur la précarité énergétique du 23 décembre 2013 a instauré une trêve hivernale des coupures d'électricité et de gaz aux personnes vulnérables. Les ménages dont la situation de précarité énergétique est reconnue par les services sociaux peuvent bénéficier du maintien de la fourniture d'énergie entre novembre et mars, et les factures impayées sont reportées au printemps. La Catalogne est alors la première communauté autonome d'Espagne à intervenir pour lutter contre la précarité énergétique. Cependant, le dispositif se révèle rapidement inefficace, car les critères retenus pour définir les personnes vulnérables sont trop restrictifs. De plus, la trêve hivernale se limite à reporter dans le temps la charge financière reposant sur les consommateurs, qui restent en difficulté à la fin de l'hiver. Seules 500 familles en bénéficient en 2014. 
La loi de modification du Code de la consommation du 29 décembre 2014 remplace le décret-loi de 2013 par des mesures plus protectrices. Le nouveau dispositif, introduit au cours du débat parlementaire par un amendement d'ERC, garantit le maintien de la fourniture d'énergie aux personnes en difficulté pendant toute l'année, et il étend les conditions de ressources pour en bénéficier. De plus, il ouvre la possibilité de prise en charge des impayés par un fonds de solidarité. 32 914 foyers bénéficient des nouvelles mesures de lutte contre la précarité énergétique en 2015. Cependant, seul 22 % du montant des aides prévues a été distribué, soit 1,1 million d'euros. L'étendue réelle des besoins n'est pas connue, car le nombre de personnes souffrant de la précarité énergétique est difficile à estimer.
La politique du gouvernement catalan s'est heurtée à l'hostilité du gouvernement espagnol, qui conteste systématiquement les mesures de lutte contre les expulsions de logement et la précarité énergétique devant le Tribunal constitutionnel. Le décret-loi sur la précarité énergétique est suspendu en octobre 2014 par le Tribunal constitutionnel, ce qui paralyse son application, puis annulé en avril 2016. La loi de modification du Code de la consommation est partiellement contestée par le gouvernement espagnol, et également suspendue en octobre 2015. Cette stratégie est critiquée en Catalogne, et, dans un contexte de débat sur le droit à l'autodétermination, alimente l'indépendantisme catalan.

### Rejet des initiatives au Congrès espagnol
Au niveau de l'État espagnol, les mouvements de défense du droit au logement sont à l'origine d'une initiative législative populaire (ILP) pour lutter contre les expulsions de logement. En avril 2012, la Plateforme des victimes du crédit hypothécaire (PAH) rédige, avec d'autres associations et syndicats, une proposition de loi pour permettre la dation en paiement rétroactive, c'est-à-dire la possibilité de liquider une hypothèque en renonçant au bien immobilier. La proposition prévoit également un moratoire sur les expulsions et le développement du logement social. L'initiative législative populaire recueille 1,4 million de soutiens, dont près de 400 000 en Catalogne, soit presque le triple des 500 000 signatures nécessaires. Le Parti populaire, qui détient la majorité absolue au Congrès des députés, fait rapidement connaître son opposition au projet, mais, sous la pression des militants, décide au dernier moment de ne pas bloquer l'initiative au Congrès. Celle-ci est soutenue à l'unanimité par les députés en février 2013. Le Parti populaire modifie ensuite le contenu du texte, et approuve en avril 2013 une réforme très éloignée de l'initiative législative populaire. Tous les partis d'opposition votent contre le texte, qui permet la dation en paiement de façon minimale et dans des cas très limités. Les auteurs de l'initiative estiment que leur proposition a été dénaturée.
Par ailleurs, une autre proposition de loi sur la dation en paiement a été approuvée par le Parlement de Catalogne à l'unanimité en juillet 2012. Elle est transmise au Congrès des députés espagnol qui doit donner son approbation pour qu'elle puisse entrer en vigueur. La proposition est rejetée au Congrès par la majorité du Parti populaire en février 2014.

## Adoption

### Initiative législative populaire
En juillet 2014, un collectif d'associations conduit par la Plateforme des victimes du crédit hypothécaire, avec l'Aliança contra la pobresa energètica et l'Observatori DESC (ca), dépose au Parlement de Catalogne une initiative législative populaire (ILP) intitulée « mesures urgentes pour répondre à l'urgence du logement et la précarité énergétique ». Un an après l'échec de l'ILP espagnole devant le Congrès des députés, les mouvements sociaux cherchent à introduire en Catalogne les mesures qui ont été refusées par le Parti populaire espagnol. La proposition comprend quatre mesures principales :
- accorder une « deuxième chance » aux personnes surendettées en leur permettant de recourir à la dation en paiement pour solder leur crédit hypothécaire ;
- éviter les expulsions en accordant un loyer social aux personnes vulnérables dont le logement appartient aux établissements financiers et aux grands propriétaires ;
- répondre à la précarité énergétique en garantissant le droit aux services de base, et en mettant à contribution les fournisseurs d'énergie et d'eau ;
- augmenter le logement social en mettant en location forcée les logements vides détenus par les établissements financiers[26].

La campagne de recueil de signatures commence en décembre 2014. Pour être examinée par le Parlement de Catalogne, l'ILP doit recueillir au moins 50 000 soutiens dans un délai de trois mois, qui peut être porté à quatre mois. L'initiative reçoit le soutien de l'Assemblée nationale catalane (ANC), la principale organisation indépendantiste catalane. La PAH est reçue par l'ensemble des partis politiques catalans sauf le Parti populaire catalan (PPC), qui s'oppose à la proposition. Tous apportent leur soutien à l'ILP, sauf Convergence et Union (CiU) qui ne prend pas position. Les soutiens à l'initiative représentent 66 députés, soit deux de moins que la majorité nécessaire pour qu'elle soit approuvée. Par ailleurs, 70 municipalités catalanes, dont 26 sont dirigées par CiU, adoptent des motions de soutien à l'initiative.
Le groupe promoteur de l'ILP dépose la proposition de loi au Parlement le 28 mai 2015, avec 143 380 signatures recueillies en quatre mois, soit presque le triple des 50 000 soutiens exigés. Ils demandent qu'elle soit examinée en procédure d'urgence pour pouvoir être adoptée avant la fin de la législature, qui s'achève de manière anticipée en juillet 2015.

### Adoption par le Parlement
Après le dépôt de l'initiative législative populaire (ILP), ses promoteurs engagent des négociations avec les deux groupes qui n'ont pas soutenu la proposition, Convergence et Union (CiU) et le Parti populaire catalan (PPC). Tous deux s'engagent à ne pas bloquer l'initiative lors du débat de totalité, et à approuver l'engagement de la procédure d'urgence pour qu'elle puisse être définitivement adoptée en juillet. CiU se prononce en faveur du texte, tandis que le PPC réserve le sens de son vote final.
Le 15 juin 2016, le bureau du Parlement approuve l'engagement de la procédure d'urgence extraordinaire.
Le débat de totalité de la proposition de loi a lieu le 9 juillet 2015. Aucun groupe politique ne s'y oppose. Les porte-parole des promoteurs de l'ILP, María Campuzanao, de l'Aliança contra la pobresa energètica, Irene Escorihuela, de l'Observatori DESC, et Carlos Macías, de la Plateforme des victimes du crédit hypothécaire (PAH), interviennent dans l'hémicycle en défense de leur proposition. Le conseiller au territoire Santi Vila apporte le soutien du gouvernement à l'initiative, mais s'oppose à l'article sur la location forcée en raison des risques juridiques qu'il comporte, après qu'une mesure similaire en Andalousie a été suspendue par le Tribunal constitutionnel.
La proposition de loi est adoptée par le Parlement de Catalogne à l'unanimité le 23 juillet 2015, avec 120 voix « pour », après un examen en temps record de deux semaines, lors de la dernière session plénière avant la dissolution du Parlement. L'ancienne porte-parole de la PAH et nouvelle maire de Barcelone, Ada Colau, assiste au débat parlementaire, tandis qu'un millier de militants se rassemblent devant le Parlement. Le porte-parole de la PAH Carlos Macías célèbre « une victoire collective ». Le PPC vote pour la loi, mais contre certains de ses articles,.

## Contenu
La loi de mesures urgentes sur le logement et la précarité énergétique compte neuf articles.

### Mesures contre le surendettement
La loi instaure un dispositif de « deuxième chance » pour les personnes surendettées menacées de perdre leur logement (article 1).
Elle crée une procédure extrajudiciaire de médiation avec les créanciers (article 2), gérée par des commissions de surendettement dotées de larges pouvoirs pour restructurer la dette et établir un échéancier de remboursement.
En cas d'échec de la médiation, la loi prévoit une procédure judiciaire simplifiée (article 3). Le juge, après avoir examiné la situation, doit fixer un échéancier de paiement. Si celui-ci n'est pas respecté, le juge procède à la liquidation des actifs du débiteur, et peut accorder l'annulation de l'éventuelle dette restante.
Le dispositif de « deuxième chance » peut aussi profiter aux garants des emprunts qui ont un lien de parenté avec le débiteur (article 4),.

### Mesures pour éviter les expulsions
L'article 5 prévoit des mesures destinées à éviter les expulsions de logement. Il interdit de procéder à une expulsion d'un ménage en risque d'exclusion résidentielle et qui n'a pas d'autre solution de logement, ou de revendre son logement, sans lui proposer un loyer social. Cette obligation s'applique aux établissements financiers et aux grands propriétaires de logements.
La loi précise le dispositif :
- elle définit le « loyer social » : son montant est plafonné en fonction des revenus du foyer, il doit être proposé en priorité dans le logement concerné, ou alternativement dans un autre logement de la même municipalité, et pour une durée minimale de trois ans ;
- les « grands propriétaires de logements » sont les établissements financiers et les entreprises qui détiennent plus de 1250 mètres carrés habitables ;
- un ménage est considéré comme en « situation de risque d'exclusion résidentielle » s'il remplit des conditions de ressources variables suivant la composition du foyer, ou si sa situation est reconnue par les services sociaux municipaux.

Enfin, les administrations ont l'obligation de garantir le relogement des personnes expulsées,.

### Mesures contre la précarité énergétique
L'article 6 prévoit des mesures de lutte contre la précarité énergétique.
Il garantit le droit d'accès aux services de base d'eau potable, de gaz et d'électricité des personnes en situation de risque d'exclusion résidentielle.
Il impose aux fournisseurs d'eau, de gaz et d'électricité un principe de précaution : en cas d'impayés, ils doivent avertir les services sociaux municipaux avant de couper le service, qui examinent si la personne est en situation de précarité énergétique. Les fournisseurs ont également l'obligation d'informer les consommateurs de leurs droits relatifs à la précarité énergétique.
Enfin, il prévoit que l'administration conclut des conventions avec les fournisseurs pour qu'ils contribuent financièrement aux aides aux personnes en difficulté,.

### Mesures pour augmenter le parc de logements sociaux
L'article 7 prévoit des mesures pour « garantir la fonction sociale de la propriété et augmenter le parc de logements accessibles en location ». L'administration peut contraindre les entités financières à lui céder des logements vides pour une période d'au moins trois ans, lorsqu'il y a des personnes en situation de risque d'exclusion dans la municipalité,.

### Disposition additionnelle sur les «fonds vautours»
La loi comporte une disposition additionnelle qui encadre l'activité des « fonds vautours » qui rachètent à bas prix des logements de personnes insolvables aux banques, dans le but de profiter de la défaillance des débiteurs pour prendre possession de leur logement. Elle crée un mécanisme permettant au débiteur de racheter son propre crédit à la banque, au prix qu'elle l'aurait cédé au fonds vautour, ce qui représente en moyenne 5 % de la valeur de l'emprunt. Cet article ne s'applique pas aux crédits de la SAREB car la loi espagnole l'empêche,.

## Application

### Logement
La loi est efficace pour lutter contre les expulsions de logement, bien qu'il n'existe pas de statistiques globales car elle est appliquée au niveau de chaque municipalité. Elle est considérée comme l'une des plus protectrices du monde par les Nations unies, et l'Allemagne et la France envisagent d'adopter des règles similaires. Entre janvier et avril 2016, selon les municipalités, 639 expulsions ont été évitées à Barcelone, 300 à l'Hospitalet et 165 à Badalone. La loi ne couvre pas toutes les situations, car l'obligation de proposer un loyer social ne s'applique qu'aux logements appartenant aux établissements financiers et aux grands propriétaires immobiliers : 43 expulsions par jour se produisent encore en Catalogne en 2016. Pour reloger les personnes expulsées, la loi permet aux municipalités d'ordonner la cession forcée de logements vides détenus par les banques. Ce dispositif leur permet de créer un parc de logements sociaux pour résoudre les situations d'urgence. Ainsi, 1500 logements vides sont potentiellement concernés à Barcelone, 1700 à l'Hospitalet, 1200 à Badalone et 900 à Santa Coloma. La possibilité d'ordonner la cession forcée améliore aussi la capacité des municipalités à négocier avec les établissements financiers pour obtenir une cession à l'amiable.
Après les élections législatives du 27 septembre 2015, le nouveau gouvernement, investi en janvier 2016, s'engage à poursuivre la mise en œuvre de la loi. Il met en place, en lien avec les municipalités, un registre des logements vides détenus par les entités financières, susceptibles d'être cédés pour reloger les personnes expulsées. Il poursuit également une politique de développement du parc de logements sociaux, notamment grâce à l'acquisition de 1800 logements appartenant à BBVA. Le projet de décret sur les commissions de surendettement est rendu public en avril 2016. Au Parlement, les partis d'opposition mettent en doute la sincérité du gouvernement à lutter contre la pauvreté. Ils accusent le gouvernement ne pas utiliser tous les instruments à sa disposition.

### Précarité énergétique
En matière de lutte contre la précarité énergétique, la loi est efficace, mais elle se révèle difficile à faire respecter par les fournisseurs d'énergie.
L'application du principe de précaution, qui permet aux services sociaux d'apporter des aides financières aux ménages souffrant de précarité énergétique, est une mesure efficace pour éviter les interruptions de service à des personnes vulnérables. Entre août 2015 et avril 2016, l'application de la loi permet d'éviter 32 000 coupures d'électricité, de gaz ou d'eau à des ménages en difficulté.
Cependant, les fournisseurs d'énergie et d'eau refusent de remplir leurs nouvelles obligations. Dès novembre 2015, les entités sociales dénoncent la violation de la loi par les fournisseurs, qui continuent à interrompre le service à des ménages en difficulté sans respecter le principe de précaution. Au premier semestre 2016, la Généralité impose 18 amendes de 10 001 euros aux fournisseurs d'énergie qui continuent à couper le service à des personnes protégées par la loi. 
Les municipalités rencontrent également des difficultés à faire respecter la loi. En avril 2016, la maire de Barcelone, Ada Colau, menace de sanctions les fournisseurs d'énergie Endesa et Gas Natural, car ils refusent de conclure des conventions sur leur participation financière avec la municipalité. En revanche, la compagnie de distribution d'eau Agbar s'est dotée d'un fonds d'aide aux personnes en difficulté. En juin 2016, la municipalité de Sabadell est la première à annoncer des sanctions contre les fournisseurs d'énergie. La compagnie de distribution d'eau, Aigües de Sabadell (ca), se distingue par son respect de la loi ; à l'inverse, les fournisseurs d'électricité et de gaz l'ignorent délibérément car il s'agit d'une législation autonomique. En novembre, la municipalité de Sabadell met en œuvre 18 procédures de sanction contre Endesa et Gas Natural pour avoir coupé l'électricité à 203 foyers sans avertir les services sociaux. Une grande partie des procédures de sanction sont dirigées contre Endesa, mais la municipalité signale que l'annonce des sanctions a conduit l'entreprise à modifier son comportement, contrairement à Gas Natural qui persiste à ignorer la loi. A la même période, la municipalité de Barcelone engage 32 procédures de sanction contre les mêmes entreprises, pour les mêmes motifs.
En novembre 2016, la mort d'une personne âgée dans un incendie à Reus, en Catalogne, provoque l'indignation générale en Espagne. N'ayant plus les moyens de payer ses factures d'électricité, elle s'éclairait avec des bougies, qui ont mis le feu à son logement. L'événement relance le débat sur la précarité énergétique. Il met en évidence les lacunes de l'application de la loi. L'entreprise Gas Natural estime qu'elle n'est pas tenue de respecter la loi si l'administration n'adopte pas de règlement contraignant pour préciser ses modalités d'application. Elle rejette également la faute sur les services sociaux pour ne pas l'avoir informée de la situation de précarité énergétique de la personne. La loi oblige les fournisseurs d'énergie à prendre l'initiative de contacter les services sociaux avant de procéder à l'interruption du service. Ce principe de précaution fait l'objet d'un protocole élaboré par l'Agència Catalana del Consum. La Généralité décide d'engager une procédure de sanction contre l'entreprise. Le protocole d'application est lui-même contesté par les fournisseurs d'électricité devant les tribunaux, et suspendu en décembre 2016.

## Suspension par le Tribunal constitutionnel

### Recours du gouvernement espagnol
Depuis son arrivée au pouvoir en 2011, le gouvernement espagnol a combattu les politiques de lutte contre la précarité énergétique, afin de défendre les intérêts des entreprises du secteur de l'énergie. Il a suivi une stratégie de contestation des mesures adoptées par les communautés autonomes devant le Tribunal constitutionnel pour paralyser leur application. Ainsi, il a contesté devant le Tribunal constitutionnel le décret-loi sur la précarité énergétique de 2013, qui instaurait une trêve hivernale, puis la réforme du Code de la consommation de 2014, qui créait un fonds d'aide auquel les fournisseurs devaient contribuer. En matière de logement, le gouvernement espagnol a utilisé la même procédure pour faire suspendre les lois contre les expulsions adoptées par les communautés autonomes : entre 2013 et 2016, il a attaqué successivement les lois adoptées par l'Andalousie, la Navarre, les Canaries et le Pays basque. Le délai pour exercer un recours contre la loi de mesures urgentes sur les expulsions et la précarité énergétique catalane devait s'achever en novembre 2015, pendant la campagne des élections générales espagnoles du 20 décembre 2015. Le gouvernement espagnol a estimé que contester la loi catalane en période électorale lui serait préjudiciable, et a opté pour créer une commission bilatérale avec la Généralité, ce qui lui octroie un délai de six mois supplémentaires pour contester la loi. Celui-ci s'achève le 5 mai 2016.
En avril 2016, la nouvelle de la préparation d'un recours alerte les entités sociales. La Plateforme des victimes du crédit hypothécaire (PAH) organise une série de mobilisations de soutien à la loi de mesures urgentes sur le logement et la précarité énergétique. Le 12 avril, environ 300 personnes se réunissent à Barcelone. Le 18 avril 2016, ses militants manifestent devant les sièges du Parti populaire dans toute l'Espagne ; quelques centaines de personnes sont présentes à Barcelone et à Madrid. D'autres manifestations ont lieu à Barcelone le 22 avril, et le 28 avril, le jour de la dernière réunion du conseil des ministres espagnol avant l'expiration du délai de recours. Au Parlement de Catalogne, tous les groupes politiques, sauf le Parti populaire catalan (PPC), s'expriment contre le recours. A Madrid, 12 des 13 groupes politiques du Congrès des députés espagnol réclament au gouvernement espagnol de ne pas contester la loi catalane.
Le nouveau gouvernement catalan, qui a amorcé une stratégie de dialogue avec l'État espagnol, tente d'obtenir le maintien de la loi. Le 20 avril 2016, le président de la Généralité, Carles Puigdemont, rencontre le président du gouvernement espagnol, Mariano Rajoy, et lui remet un document en 46 points qui détaille les demandes de la Catalogne vis-à-vis de l'État central. Outre la défense du droit à l'autodétermination, le document aborde la question des politiques sociales. Une deuxième réunion est organisée une semaine plus tard entre le vice-président catalan, Oriol Junqueras, et la vice-présidente espagnole, Soraya Sáenz de Santamaría, au cours de laquelle le gouvernement catalan demande expressément au gouvernement espagnol de ne pas contester la loi de mesures urgentes sur les expulsions et la précarité énergétique.
Le 28 avril 2016, le gouvernement espagnol décide d'exercer un recours contre la loi devant le Tribunal constitutionnel et de demander sa suspension provisoire. Il ignore ainsi les demandes du gouvernement catalan, qui avait plaidé pour que le recours ne soit pas suspensif, mais minimise la portée du recours, qui ne vise pas les dispositions sur la précarité énergétique, mais seulement celles visant à réduire les expulsions de logement. La vice-présidente du gouvernement, Soraya Sáenz de Santamaría, précise que les dispositions attaquées concernent les « aspects procéduraux » et les « aspects civils » de la loi, qui affectent le droit à la propriété, afin de « garantir l'égalité entre les Espagnols ».
Le recours concerne :
- une partie de l'article 2, sur la procédure de médiation entre les personnes surendettées et leurs créanciers ;
- les articles 3 et 4, qui organisaient le droit à une « deuxième chance » des personnes surendettées en permettant au juge d'annuler une partie de la dette d'une personne vulnérable dont tous les actifs ont été liquidés ;
- une partie de l'article 5, qui obligeait les établissements financiers et les grands propriétaires à proposer un loyer social avant d'expulser une personne vulnérable de son logement ;
- l'article 7, qui donnait aux municipalités la possibilité d'obtenir la cession obligatoire des logements vides appartenant à des établissements financiers pour reloger les personnes en difficulté.
- la disposition additionnelle qui interdisait les pratiques déloyales des « fonds vautours ».

### Réaction en Catalogne
Le recours devant le Tribunal constitutionnel suscite l'indignation générale en Catalogne. Le gouvernement, les municipalités et les entités du secteur social accusent le gouvernement espagnol de porter volontairement atteinte aux droits des personnes les plus vulnérables. La PAH considère le recours comme une « déclaration de guerre ».
Les représentants politiques, au premier rang desquels le président Carles Puigdemont et la maire de Barcelone Ada Colau, appellent à une réponse politique unitaire. Le président Carles Puigdemont convoque le 3 mai 2016 un sommet politique et social au Palais de la Généralité. La réunion met en évidence le front commun entre le gouvernement, les partis politiques, les municipalités et les entités sociales pour défendre la loi de mesures urgentes sur les expulsions et la précarité énergétique. Plusieurs membres du gouvernement, dont le vice-président Oriol Junqueras, y participent, ainsi que les chefs de tous les groupes parlementaires. Le monde local y est fortement représenté par les deux associations de municipalités, l'Associació Catalana de Municipis (ca) (ACM) et la Federació de Municipis de Catalunya (ca) (FMC), et les maires d'une douzaine de villes, dont la maire de Barcelone, Ada Colau. Les entités sociales sont représentées par la Plateforme des victimes du crédit hypothécaire, la Taula del Tercer Sector et la Plataforma per un Habitatge Digne, ainsi que par les syndicats UGT et CCOO,. Le président Carles Puigdemont annonce que le gouvernement va présenter un nouveau projet de loi pour « laisser sans effets pratiques la suspension » en remplaçant les articles contestés.
Une trentaine de maires catalans, de tous les partis politiques sauf le Parti populaire catalan (PPC), se rassemblent devant le siège de la délégation du gouvernement espagnol à Barcelone le 6 mai 2016 pour protester contre la suspension. Ils déposent la liste des 5152 personnes qui ont demandé à bénéficier des mesures prévues par la loi.
Le 29 mai 2016, une manifestation intitulée Els drets no se suspenen (« Les droits ne se suspendent pas ») a lieu à Barcelone pour protester contre la suspension de nombreuses lois catalanes par le Tribunal constitutionnel espagnol. A l'appel d'une soixantaine d'organisations, parmi lesquelles des associations du secteur social, des syndicats, des partis politiques et des organisations souverainistes, elle rassemble 60 000 personnes selon les organisateurs, 8000 selon la police. L'événement est significatif car il souligne le lien entre les revendications sociales et les revendications nationales de la Catalogne, en réunissant pour la défense d'une même cause les partisans de l'indépendance et les militants pour les droits sociaux.

### Suspension par le Tribunal constitutionnel
Le Tribunal constitutionnel suspend les articles contestés de la loi de mesures urgentes sur les expulsions et la précarité énergétique le 31 mai 2016, pour une durée de cinq mois. En septembre 2016, il décide de maintenir la suspension, au motif que la loi est préjudiciable aux établissements financiers, et en particulier qu'elle a un impact négatif potentiel sur les activités de la SAREB.

## Nouvelle loi de 2016
Pour contourner la suspension de la loi par le Tribunal constitutionnel, le gouvernement prépare un nouveau projet de loi, qui est rédigé en concertation avec les entités sociales entre mai et juillet 2016. Le groupe de travail parvient à un accord entre le gouvernement, la mairie de Barcelone, les deux associations de municipalités,  l'Associació Catalana de Municipis (ca) (ACM) et la Federació de Municipis de Catalunya (ca) (FMC) et les représentants des avocats en juillet 2016. Les auteurs de l'ILP, notamment la Plateforme des victimes du crédit hypothécaire (PAH), critiquent le projet, car ils estiment que les mesures proposées sont en recul par rapport à la loi suspendue.
Le projet de loi est adopté par le conseil exécutif le 4 octobre 2016. La stratégie du gouvernement consiste à contourner la suspension par le Tribunal constitutionnel en concevant des mécanismes juridiques alternatifs à ceux qui ont été suspendus. Trois points sont ainsi reformulés :
- La procédure de médiation dans les situations de surendettement, contestée par le gouvernement espagnol qui estime qu'elle empiète sur les compétences exclusives de l'État en matière de droit processuel, est rétablie sur le fondement des compétences de la Généralité en matière de droit de la consommation. La nouvelle procédure s'appuie sur les règles du Code de la consommation de Catalogne (ca). Elle prévoit la création de commissions territoriales de médiation entre les banques et les ménages surendettés.
- L'obligation aux grands propriétaires de proposer un loyer social aux ménages vulnérables avant de les expulser de leur logement est rétablie, mais le dispositif est limité à trois ans renouvelables une fois.
- La faculté donnée aux municipalités d'obtenir la cession forcée des logements vides détenus par les établissements financiers, contestée par le gouvernement espagnol comme portant atteinte au droit à la propriété, est transformée en procédure d'expropriation temporaire. Le nouveau mécanisme s'appuie sur le droit de l'expropriation, et explicite qu'elle vise à répondre à « la violation de l'usage social du logement » par les propriétaires de logements vides.

Par ailleurs, le projet de loi augmente de 72 à 234 le nombre de municipalités où est reconnue l'existence d'une forte demande de logements sociaux, qui peuvent ainsi recourir à l'expropriation temporaire des logements vides et où s'applique l'impôt sur les logements vides.
La loi de mesures de protection du droit au logement est adoptée à l'unanimité par le Parlement le 22 décembre 2016, moins de six mois après son annonce.